# Daniel W. Bell

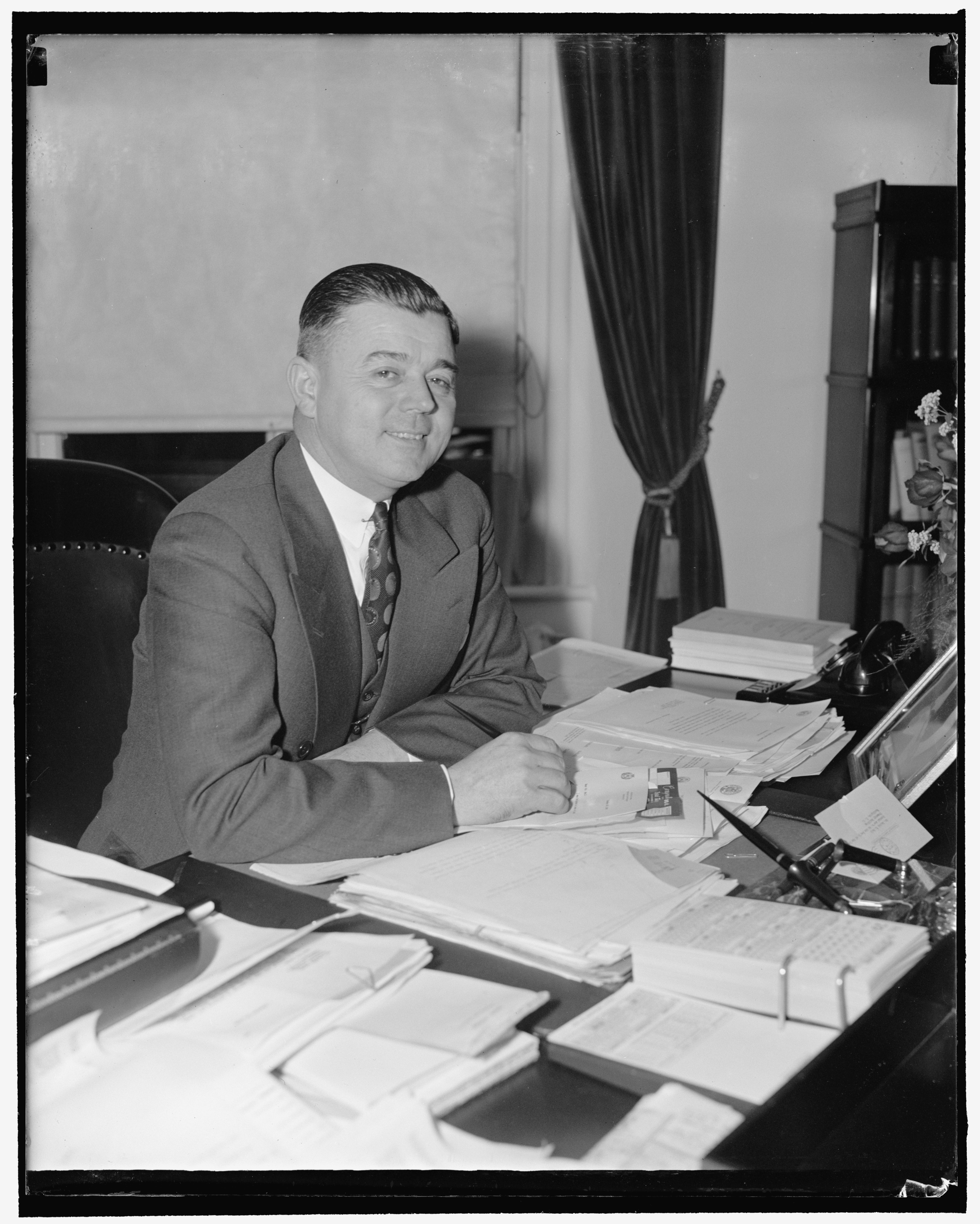
Daniel Wafena Bell

Daniel Wafena Bell (* 23. Juli 1891 in Kinderhook, Pike County, Illinois; † 3. Oktober 1971 in Washington, D.C.) war ein US-amerikanischer Regierungsbeamter, Direktor des Bureau of the Budget sowie Wirtschaftsmanager.

## Biografie
Nach dem Schulbesuch studierte er zuerst am Gem City Business College. Ein späteres Postgraduiertenstudium der Rechtswissenschaften an der National University in Washington, D.C. schloss er 1924 mit einem Bachelor of Laws (LL.B.) ab.
Am 1. September 1934 wurde er von US-Präsident Franklin D. Roosevelt zum Direktor des Bureau of the Budget, dem Vorgänger des heutigen Office of Management and Budget, ernannt und gehörte damit dem erweiterten Kabinett Roosevelts an. Dieses Amt hatte er bis zu seiner Ernennung zum Staatssekretär im Finanzministerium der Vereinigten Staaten (Undersecretary of the Treasury) am 14. April 1939 inne. Das Amt des Staatssekretärs nahm er bis zum Ende von Roosevelts Amtszeit im April 1945 wahr.
Nach dem Ende des Zweiten Weltkrieges war er zeitweise Präsident der American Security and Trust Company. Daneben war er für einige Zeit Präsident des Amerikanischen Roten Kreuzes im Bezirk von Washington, D.C.